# Větrný mlýn (Budišov)
Větrný mlýn holandského typu se nachází v obci Budišov okres Třebíč. Byl zapsán do Ústředního seznamu kulturních památek ČR.

## Historie
Větrný mlýn byl postaven v období 1837–1838 severně od zámku na Zrádném kopci v nadmořské výšce 490 m. Mlýn o dvou složeních nechal vystavět majitel budišovského panství Karel sv. p. Baratta-Dragono. Zároveň, díky převodům, poháněl dvě pily a šestnáct stoup, které byly umístěny na jižní straně v přístavku. Činnost mlýna byla ukončena podle legendy v roce 1866, kdy pruské vojsko vypálilo mlýn a od té doby je ruinou. 

## Popis
Větrný mlýn byl třípodlažní omítanou zděnou stavbou na kruhovém půdorysu. Dochovala se devět metrů vysoká kuželová obvodová zeď, která má vnitřní průměr 3,3 metry a 1,5 metrů silné zdivo u paty věže. Ve vrcholu je zeď 40 centimetrů silná. Použitým materiálem je lomový kámen a sporadicky cihla. Okna eliptického a oválného profilu mají kamenná ostění (syenit). Ve východní zdi je proražen vchod s kamenným ostěním.